# Maracás (ort)
Maracás är en ort i Brasilien.   Den ligger i kommunen Maracás och delstaten Bahia, i den östra delen av landet, 900 km öster om huvudstaden Brasília. Maracás ligger 963 meter över havet och antalet invånare är 22 049.
Terrängen runt Maracás är kuperad åt sydost, men åt nordväst är den platt. Maracás ligger uppe på en höjd. Det finns inga andra samhällen i närheten.
Omgivningarna runt Maracás är huvudsakligen savann. Runt Maracás är det glesbefolkat, med 13 invånare per kvadratkilometer.